# II. Leó pápa
II. Szent Leó OSB (latinul: Leo), (611 – 683. július 3.) volt a 80. pápa a kereszténység történetében 681 decemberétől. A hatodik egyetemes zsinat elfogadójaként vonulhatott be a történelembe. Ugyan a gyűlés határozatait Konstantinápolyban is elfogadták, IV. Kónsztantinosz császárral hosszas vitákba bonyolódott. A ravennai egyházszakadás orvoslása is az ő nevéhez kötődik.

## Élete
Szicíliában született, apját Pálnak hívták. Elődjéhez nemcsak születési helyében hasonlít, hanem abban is, hogy az Isteni szolgálatot Leó is bencés szerzetesként kezdte. Agaton halála (681. január 10.) után három nappal a római zsinat Leót választotta meg a keresztény egyház fejének. Felszentelése azonban több mint egy évig húzódott, a pápa és Bizánc viszonyával kapcsolatos viták miatt. Kónsztantinosz ugyanis már Agatonnak megígérte, hogy eltekint attól az adótól, amit a pápák fizettek felszentelésük alkalmából a császári kincstárnak. A császár szándékosan késett a pápaválasztás megerősítésével, így a pápa nem avatkozhatott be a folyamatban levő harmadik konstantinápolyi zsinat munkájába, amely többek között a monothelétizmus és I. Honorius pápa elítélését tárgyalta. Végül Leót 682. augusztus 17-én szentelhették fel.
Rövid hivatali idejének a legfontosabb tevékenysége a hatodik egyetemes zsinat döntéseinek elfogadtatása volt. Leveleket küldött a nyugati világ püspökeinek, ismertetve a zsinat határozatait. Leó többször is hangoztatta, hogy I. Honorius pápa kiátkozására nem azért került erre sor, mert eretnek tanokat vallott, hanem mert akadályozta meg azok elterjedését.
Leó pontifikátusa alatt rendeződött véglegesen a ravennai érsekség helyzete is. Ravenna volt a császár itáliai székhelye, vagy személyes képviselőjének, az exarchának a központja. A város politikai jelentőségét kihasználva Ravenna érsekei Róma hatóságától független patriarchátust akartak kiépíteni. Amikor a pápa ezt elutasította, császári rendeletet kieszközölve érték el céljukat, és nem engedelmeskedtek a római pápának. IV. Kónsztantinosz eltörölte elődje, II. Kónsztasz császár határozatát, és megerősítette a római pápák jogát Ravenna felett. Leó ezért cserébe elengedte a ravennai érsekek Rómának fizetendő adóját. Ezen felül több eljárási kedvezményt is biztosított a ravennai érsekek számára.
Leót kortársai nagy építkezőnek is tartották, hiszen több templomot és kolostort is felújított, és tartva egy újabb lombard támadástól, a legtöbb katakomba relikviáit átszállíttatta egy általa építtetett új templomba. 683. július 3-án halt meg. Szentként tisztelik, ünnepét  június 28-án vagy július 3-án tartják.

## Művei
- Documenta Catholica Omnia (latin nyelven). (Hozzáférés: 2011. december 6.)